# 얼 홀리먼
얼 홀리먼(Earl Holliman, 1928년 9월 11일 ~ 2024년 11월 25일)은 미국의 배우이다.

## 출연 작품
- 배드 시티 블루(영어판) (1999년)
- 나이트 맨 (1997년)
- 팜스프링스 수사대 (1991년)
- 컨트리 골드 (1982년)
- 샤키 머신 (1981년)
- 비스킷 이터 (1972년 영화)(영어판) (1972년)
- 스모크 (1970년)
- 네이비 아웃사이더 (1970년)
- 더 파워 (1968년)
- 안지오의 영웅들 (1968년)
- 서부의 4형제 (1965년)
- 썸머 앤 스모크 (1961년)
- 건 힐의 결투 (1959년)
- 핫 스펠 (1958년)
- 물 가까이 가지 마라 (1957년)
- OK 목장의 결투 (1957년) - 찰스 찰리 바셋 역
- 레인메이커 (1956년)
- 금지된 세계 (1956년) - 요리사 역
- 자이언트 (1956년)
- 빅 콤보 (1955년)
- 원한의 도곡리 다리 (1954년)
- 부러진 창 (1954년)
- 스케어드 스티프 (1953년)
- 데스티네이션 고비 (1953년)

### 텔레비전
- FBI (1965년)
- 디즈니랜드 (1954년) - 칼 핀치 역
- 딜론 보안관 (1955년)
- 건스모크 (1987년)
- 가시나무새 (1983년)
- 기동순찰대 (1977년)
- 여형사 페퍼 (1974년)
- 닥터 게논 (1969년)